# Billy Kidman
Peter Gruner (født 11. maj 1974) er en amerikansk fribryder, der wrestlede for World Championship Wrestling og World Wrestling Entertainment som Billy Kidman.

## World Championship Wrestling
Billy Kidman graduerede fra WCW Power Plant i 1997, og blev derefter en aktiv wrestler for WCW. Hans første mindeværdige øjeblik, var som medlem af Raven's Flock i 1998, der blev ledet af Raven. Raven, der spillede rollen som en mand der havde valgt at forlade sin stinkede rige familie for at leve på egen hånd, samlede en række "udskud" fra samfundet og dannede hermed Raven's Flock. Billy Kidman spillede her rollen som en hjemløs ung stofmisbruger, og hans gimmick havde på dette tidspunkt adskillige henvendelser til heroin misbrug, bl.a. kløede Kidman sig ofte – en birvirkning ved at tage heroing – og hans afslutningsmanøvre, blev kaldt The Seven Year Itch. Gruppen blev dog opløst, og Billy Kidman begyndte at wrestle alene i WCWs cruiserweight division, hvor han virkelig skabte sig et navn. I 1999 blev han medlem af Filthy Animals, der også bestod af talentfulde cruiserweights, såsom Eddie Guerrero, Rey Mysterio og legenden Konnan. Kidman begyndte på samme tidspunkt at danne par med Torrie Wilson i det virkelige liv, og derfor blev hun også hans manager. Billy Kidman blev en populær singles wrestler i 2000, og da Vince Russo og Eric Bischoff overtog WCW, besluttede de sig for at Billy Kidman, der blev medlem af New Blood, skulle påtages æren af at fjerne Hulk Hogan fra WCW. Kidman blev naturligvis en "bad guy" pga. dette, men han var ikke ret succesfuld i at fejde med Hogan, og tabte alle deres kampe. Herefter blev Kidman involveret i et trekants drama, da Torrie Wilson begyndte at ses med Horace Hogan – et andet medlem af New Blood. Kidman begyndte så småt at blive en "good guy" igen, og taggede med mange forskellige folk. Han indledte en fejde med Shane Douglas, der nu havde Torrie Wilson ved sin side. I slutningen af 2000, blev Kidman igen medlem af Filthy Animals og han forsøgte flere gange med Rey Mysterio at vinde WCW tag titlerne. I 2001, kort tid før WCW lukkede, arrangerede firmaet en turnering hvor de første cruiserweight tag team mestre skulle fines. Kidman og Rey nåede til finalen ved WCW Greed 2001, og mødte der Elix Skipper og Kid Romeo. De tabte kampen, men på den allersidste episode af Nitro, efter at have kvalificeret sig over Three Count, Jung Dragons og Evan Karagias & Jamie Noble, fik de en titel kamp mod Romeo og Skipper, som de vandt. Rey og Kidman var dermed de sidste WCW cruiserweight tag team mestre nogensinde.

## World Wrestling Federation/Entertainment
Kidman var en af de wrestlere der blev tilbudt en kontrakt af WWE, da WCW lukkede. Han dukkede op som medlem af WCW/ECW Alliancen mod WWF, og havde ofte kampe med WWFs X-Pac, der var Light-Heavyweight mester (WWFs svar på WCWs Cruiserweight titel, som Billy Kidman havde på det tidspunkt). Da hele krigen mellem WCW/ECW og WWF sluttede, gik der en længere periode før man begyndte at se Kidman igen. Ved WWE Survivor Series 2002 vandt han Cruiserweight titlen fra Jamie Noble. Han mistede titlen til Matt Hardy ved WWE No Way Out 2003. Billy Kidman begyndte kort at tagge med Rey Mysterio igen, henover sommeren mod bl.a. Shelton Benjamin & Charlie Haas. Billy Kidman deltog i den store "cruiserweight gauntlet" ved WrestleMania XX. I 2004 begyndte han at danne tag team med Paul London, men da Kidman ved et uheld skadede Chavo Guerrero, slog det klik for ham, og han forrådte Paul London. Det ledte til en række kampe mellem de to. I 2005 blev Billy Kidman fyret fra WWE, grunden var at bestyrelsen ikke havde nogle ideer til hvad han kunne lave.

## Privat
Billy Kidman voksede op i Allentown, Pennsylvania. Han blev i 2004 gift med Torrie Wilson, efter et længere forhold, men i 2007 blev parret skilt. 

### Mesterskabstitler
- East Coast Wrestling Association

- ECWA Tag Team Champion

- United States Wrestling Association

- USWA Tag Team Champion

- World Championship Wrestling

- WCW Cruiserweight Champion
- WCW World Tag Team Champion
- WCW Cruiserweight Tag Team Champion

- World Wrestling Entertainment

- WCW Cruiserweight Champion
- WWE Cruiserweight Champion
- WWE Tag Team Champion